# Тейлор, Гэри
Гэри Тейлор (род. 14 октября 1961 года в Суонси) — бывший стронгмен, олимпийский тяжелоатлет, пауэрлифтер и бодибилдер из Уэльса.

## Спортивная карьера
В ходе своей карьеры Тейлор был тяжелоатлетом, пауэрлифтером и культуристом. В лучшие годы его рост составлял 183 см, а масса — 134 кг. Он участвовал в турнире по тяжёлой атлетике на летних Олимпийских играх 1984 года в Лос-Анджелесе в весовой категории до 110 кг. Он показал второй результат в рывке (170 кг), но провалил толчок.
Гэри наиболее известен благодаря победе в World’s Strongest Man 1993 в Оранже, Франция. Он также занял третье место в 1991 году, пятое — в 1992 году и шестое — в 1995 году.
Тейлор был чрезвычайно сильным в швунге жимовом из-за шеи. В 1995 году на семинаре Брайана Бэтчелдора в Бирмингеме он выжал таким образом 272,5 кг (судил Дэвид Вебстер, организатор соревнований World’s Strongest Man).
На турнире сильнейшего человека Европы 1997 года Тейлор получил травму колена во время кантования шины. Травма была настолько серьёзной, что заставила Гэри навсегда уйти из спорта.

## Личные рекорды
- Жим лёжа: 235 кг
- Присед: 405 кг
- Становая тяга: 357 кг (без браслетов)

## После окончания карьеры
После ухода со спорта Тейлор работал в команде по контролю и пресечению тюрьмы для молодых преступников Эйлсбери, в ней содержались правонарушители категории А (высшая и наиболее социально опасная). Также он был старшим тренером по физподготовке и тренером по регби молодёжного состава команды «Амптхилл». В настоящее время Гэри является комментатором и помогает в организации турнира сильнейшего человека Великобритании.